# Hrvatska na OI 1996.
Hrvatska reprezentacija na je Olimpijskim igrama u Atlanti 1996. nastupila s brojnijom ekspedicijom nego li četiri godine ranije na Igrama u Barceloni. Polučen je nešto bolji rezultat, jer iako su osvojene samo dvije medalje (u usporedbi s tri iz Barcelone) po prvi puta je osvojena zlatna medalja za samostalnu Hrvatsku.

## Predstavnici
Hrvatsku olimpijsku delegaciju predstavljao je 84 sportaša u 14 sportova: atletika, boks, hrvanje, gimnastika, jedrenje, kajak i kanu mirnim divljim vodama, košarka, plivanje, rukomet, stolni tenis, streljaštvo, tenis, vaterpolo i veslanje. Na svečanom otvaranju hrvatsku zastavu je nosio vaterpolist Perica Bukić.

## Osvojena odličja
| OI Atlanta 1996. | Zlato | Srebro | Bronca | Ukupno |
| Hrvatska (CRO)   | 1     | 1      | 0      | 2      |

### Zlatna medalja - 1. mjesto
- Rukomet - Patrik Ćavar, Slavko Goluža, Božidar Jović, Nenad Kljaić, Venio Losert, Valter Matošević, Alvaro Načinović, Goran Perkovac, Iztok Puc, Zlatko Saračević, Irfan Smajlagić, Bruno Gudelj, Zoran Mikulić, Vladimir Jelčić, Valner Franković i Vladimir Šujster.

### Srebrna medalja - 2. mjesto
- Vaterpolo - Maro Balić, Perica Bukić, Damir Glavan, Igor Hinić, Vjekoslav Kobešćak, Joško Kreković, Ognjen Kržić, Dubravko Šimenc, Siniša Školneković, Ratko Štritof, Renato Vrbičić, Zdeslav Vrdoljak i Tino Vegar

## Svi rezultati hrvatskih olimpijaca

### Atletika
- Siniša Ergotić, skok u dalj
  - bez plasmana
- Branko Zorko, 1500 m
  - polufinale - 14. mjesto ukupno
- Dragan Mustapić, disk
  - kvalifikacije, 27. mjesto ukupno

### Boks
- Stipe Drviš, boks, kategorija do 81 kg 
  - četvrtfinale, ukupno 5. – 8. mjesto

### Gimnastika
- Aleksej Demjanov
  - višeboj - 57 mjesto
  - tlo - 50. mjesto
  - konj s hvataljkama - 91. mjesto
  - karike - 20. mjesto
  - preskok - 63. mjesto
  - ruče - 60. mjesto
  - preča - 87. mjesto

### Hrvanje
- Stipe Damjanović, grčki rimski stil, kategorija do 100 kg
  - 10. mjesto

### Jedrenje
- Karlo Kuret, klasa Finn
  - 19. mjesto
- Ivan Kuret i Marko Mišura, klasa 470
  - 13. mjesto

### Kajak i kanu na divljim vodama
- Andrej Glucks, C-1 slalom
  - 16. mjesto
- Danko Herceg, C-1 slalom
  - 29. mjesto

### Kajak i kanu na mirnim vodama
- Ivan Šabjan, C-1
  - 1000 m - 8. mjesto
  - 500 m - 10. mjesto
  - 1000 m - 10. mjesto
- Dražen Funtak, C-1
  - 500 m - 15. mjesto
- Ivan Šabjan i Dražen Funtak, C-2
  - 500 m - 10. mjesto
  - 1000 m - 10. mjesto

### Košarka
- Stojko Vranković, Dino Rađa, Toni Kukoč, Arijan Komazec, Velimir Perasović, Vladan Alanović, Veljko Mršić, Damir Mulaomerović, Slaven Rimac, Josip Vranković, Davor Marcelić, Žan Tabak
  - ukupno 7. mjesto

### Plivanje
- Krešimir Čač
  - 200 m mješovito - 25. mjesto
  - 400 m mješovito - 23. mjesto
- Marijan Kanjer
  - 100 m slobodno - 40. mjesto
- Tomislav Karlo
  - 100 m leđno - 34. mjesto
- Alen Lončar
  - 50 m slobodno - 50. mjesto
- Miloš Milošević
  - 100 m leptir - 23. mjesto
- Marko Strahija
  - 200 m leđno - 11. mjesto
- Miroslav Vučetić
  - 200 m slobodno - 22. mjesto
- Dominik Galić
  - 200 m leptir - 22. mjesto
- Tinka Dančević
  - 200 m leptir - 31. mjesto
- Gabrijela Ujčić
  - 100 m leptir - 42. mjesto
  - 100 m slobodno - 45. mjesto
  - 500 m slobodno - 46. mjesto
- Gordan Kožulj, Miroslav Vučetić, Marijan Kanjer, Marko Strahija
  - štafeta 4x200 slobodno - 13. mjesto
- Miroslav Vučetić, Miloš Milošević, Alen Lončar, Marijan Kanjer
  - štafeta 4x100 slobodno - 14. mjesto
- Tomislav Karlo, Krešimir Čač, Miloš Milošević, Miroslav Vučetić
  - štafeta 4x100 mješovito - 16. mjesto

### Rukomet
- Patrik Ćavar, Slavko Goluža, Božidar Jović, Nenad Kljaić, Venio Losert, Valter Matošević, Alvaro Načinović, Goran Perkovac, Iztok Puc, Zlatko Saračević, Irfan Smajlagić, Bruno Gudelj, Zoran Mikulić, Vladimir Jelčić, Valner Franković i Vladimir Šujster
  - 1. mjesto (zlatna medalja)

### Stolni tenis
- Tamara Boroš
  - pojedinačno - 33. – 48. mjesto
- Eldijana Aganović i Tamara Boroš
  - parovi - 17. – 24. mjesto
- Zoran Primorac
  - pojedinačno - 9. – 16. mjesto
- Zoran Primorac i Damir Atiković
  - parovi - 17. – 24. mjesto

### Streljaštvo
- Mladenka Malenica
  - zračna puška - 20. mjesto
  - MK puška standard 3x20 - 28. mjesto
- Suzana Skoko
  - zračna puška - 25. mjesto
  - MK puška standard 3x20 - 12. mjesto
- Mirela Skoko Ćelić
  - zračni pištolj - 10. mjesto
  - sportski pištolj 30+30 - 36. mjesto
- Roman Špirelja
  - zračni pištolj 60 - 43. mjesto
  - pištolj - brzo gađanje - 16. mjesto

### Tenis
- Goran Ivanišević
  - pojedinačno - 33. – 64. mjesto
- Goran Ivanišević i Saša Hiršzon
  - par - muški - 5. – 8. mjesto
- Iva Majoli
  - pojedinačno - 5. – 8. mjesto
- Iva Majoli i Maja Murić
  - par - žene - 9. – 16. mjesto

### Vaterpolo
- Maro Balić, Perica Bukić, Damir Glavan, Igor Hinić, Vjekoslav Kobešćak, Joško Kreković, Ognjen Kržić, Dubravko Šimenc, Siniša Školneković, Ratko Štritof, Renato Vrbičić, Zdeslav Vrdoljak i Tino Vegar
  - 2. mjesto (srebrna medalja)

### Veslanje
- Marko Banović i Ninoslav Saraga
  - dvojac bez kormilara - 6. mjesto
- Igor Boraska, Tihomir Franković, Sead Marušić, Siniša Skelin
  - četverac bez kormilara - 7. mjesto
- Hrvoje Telišman, Danijel Bajlo
  - dvojac na pariće - 12. mjesto